# Scrupocellaria carmabi
Scrupocellaria carmabi är en mossdjursart som beskrevs av Fransen 1986. Scrupocellaria carmabi ingår i släktet Scrupocellaria och familjen Candidae. Inga underarter finns listade i Catalogue of Life.